# メガポート放送
株式会社メガポート放送（メガポートほうそう）は、東京都千代田区にかつて存在したBS・東経110度CS委託放送事業者。2005年10月1日に日本BS放送に吸収合併された。本項目では株式会社メガポート放送のBSデジタルデータ放送「メガポート」についても解説する。

## 概要
角川書店及び毎日新聞社系列のBSデジタルのデータ専門委託放送事業者・東経110度CS委託放送事業者として設立され、代表取締役社長には毎日新聞社取締役で電波・メディア担当・事業担当の竹内宏二が、取締役会長には角川書店代表取締役社長の角川歴彦が就任した。1999年頃から毎日新聞社などによるBSデジタルのデータ放送への参入が計画されていた。当初は「株式会社日本データ放送」の社名でBSデジタル放送のデータ放送に係る委託放送業務の申請を行ったが、申請者の中に「日本データ放送株式会社」（当時・設立中）という他の会社が存在したため、現社名に変更した経緯がある。2000年12月1日から予備衛星であるBSAT-1bを利用してBSデータ放送の「メガポート」などを開局し、双方向性を活かしたアンケートデータ収集型サービスやクイズ型サービスなどを行っていた。また開局当初は、オンライン決済サービスも開始する予定であった。
一方、2002年有料放送として東経110度CS放送も開始し「おー当たりch」「CS教育テレビ」など複数のチャンネルを開局した。当初の事業計画では「5年で単年黒字、7年で累積債務一掃。2004年度で、広告が9億円、そのほかダウンロード収入などで3億円、あわせて12億円の売上」と想定していたが、年間で7 - 9億円の経常損失を抱えることとなり厳しい経営状態となった。
2004年4月、総務省に対して放送免許の再申請を行い、CSデジタル放送においてデータ放送の代わりに標準テレビジョン放送を行う内容の認可を受けた。これに伴って同年8月末にCSデジタルで行っていたデータ放送を終了した。これらに代わり2004年11月12日から、WOWOWデジタルプラスをプラットホームとして株主である角川ホールディングスの製作した映画を中心に放送する「シネマ080」とスカパー!で放送中の「囲碁・将棋チャンネル」を放送していた。しかし経営状態の悪化が続き、毎日新聞社が資金が尽きることを懸念し2005年には免許を返上。2005年10月1日付で日本ビーエス放送（現・日本BS放送）と合併し、9月30日でBS908chを除くBS・CS全チャンネルの放送を終了した。BSデジタル放送から撤退した事業者は、2004年11月のメディアサーブ（BS955ch）に次いで2社目であった。

## 資本構成
2000年3月1日時点。出典：
| 株主                         | 比率  |
| ---------------------------- | ----- |
| 毎日新聞社                   | 20.0% |
| 角川書店                     | 20.0% |
| スポーツニッポン新聞東京本社 | 15.0% |
| 電通                         | 10.0% |
| オリエンタルランド           | 08.0% |
| セイコーエプソン             | 05.0% |
| マイクロソフト               | 05.0% |
| エイベックス                 | 05.0% |

## 沿革
- 1999年（平成11年）
  - 10月 - 株式会社日本データ放送の名称でBSデジタル放送のデータ放送に係る委託放送業務の申請を行う。
  - 12月17日 - 認定を受ける。
  - 12月20日 - 株式会社メガポート放送への名称変更を届け出る。
- 2000年（平成12年）
  - 3月1日 - 株式会社メガポート放送設立。
  - 12月1日 - BSデジタル放送のデータ放送に係る委託放送業務を開始。
- 2002年（平成14年）4月1日 - 東経110度CS放送に於ける委託放送業務を開始。プラットフォームはプラット・ワン。
- 2004年（平成16年）
  - 3月1日 - 東経110度CS放送のプラットフォームがスカイパーフェクトTV!110（現・スカパー!E2）に移行。
  - 8月31日 - 東経110度CS放送でのデータ放送を終了。
  - 11月12日 - 東経110度CS放送での標準テレビジョン放送を開始。プラットフォームはWOWOWデジタルプラス。
- 2005年（平成17年）
  - 9月30日 - BSデータ放送と110度CS放送の囲碁・将棋チャンネル、シネマ080、Banana Cartoonの放送を終了。
  - 10月1日 - 日本ビーエス放送と合併。

## 放送していたチャンネル

### BSデジタル放送
局名は「メガポート」。論理チャンネル枠は90x。無料放送。2005年9月30日終了。放送内容については#メガポートを参照。
- BS900ch - メガポート
- BS901ch - 双方向会員登録用チャンネル
- BS908ch - Gガイド（EPG）サービス用チャンネル - 2005年10月に日本ビーエス放送へ引継、2006年8月にBS-i（現：BS-TBS）へ移管となり日本ビーエス放送としての放送を終了。以降同社のBS768chとともにGガイド放送を行っていたが、2011年7月24日にBS908chでの放送を終了し、BS768chに完全移行した。なおBS-i（当時）への移管は、メガポート放送にBS-iの親会社TBSと関連がある毎日新聞社が出資していたこと、地上波向けEPG用番組表放送を原則としてJNN系列局で行っていることが関係している。

### 東経110度CSデジタル放送
全て有料放送。
- CS080ch - シネマ080 - 2005年終了
- CS081ch - 囲碁・将棋チャンネル - 2005年終了
- CS900ch - おー当たりch - 2004年終了
- CS901ch - お!宝ch - 2004年終了
- CS902ch - CS教育テレビ - 2004年終了
- CS909ch - ゲーちゃん - 2004年終了

## メガポート
メガポートはかつてBSデジタルで放送していた双方向データ放送チャンネル(ただし一部動画・音声あり)。運営事業者は株式会社メガポート放送。独立系BSデジタル・データ放送事業者の中では最大となる2スロットの帯域を利用し、画面の4分の1のサイズの動画を活用した番組を中心に放送していた。放送の内容は、双方向性を利用したゲーム・視聴者の伝言板、プレゼント企画、エイベックスやディズニーランドの情報番組、ニュース、ショッピング番組、健康番組など様々であった。

### 放送していた番組
(双)は双方向放送である。
- ActOnTVonBS900ch (双)
- ぷれパラ (双)
- アラ☆ぷれ (双)
- マル双調査隊 (双)
- Whats up at Tokyo Disney Resort
- スゴロック2～僕の友達～ (双)
- 動物キャラナビ
- いいモノ銀座
- メガショッピング
- プライムショッピング
- 住商ホームショッピング
- 毎日新聞購読案内
- 着メロ！天国
- Aからの挑戦状 (双)
- イントロQ (双)
- FOLK&FORK (双)
- NatureClub
- ネポス子供CLUB (双)
- おはなしポケット (双)
- 動物キャラナビ
- ルーン占い
- We love the Earth (双)
- 40歳代からの健康
- 王様のご立派ロック伝説70’s (双)
- 王様のご立派ロック伝説リターンズ (双)
- インフォ
- 山根大助の気軽にパスタ (双)
- クイズdePRESENT (双)
- ガバちゃんの当選マル秘術 (双)
- グルメガ (双)
- レマのシネマトリップ
- 封切直前!!ロードショー攻略法
- 20世紀 ベスト オブ シネマ
- メガポート・ニュース
- 仰天!!1泊2食激安温泉宿 (双)
- ちゅろすでChu!
- MEGA BOWL (双)
- Do you N-Live？